# Subsecretari de stat în Guvernul Gheorghe Tătărăscu (5)
În Guvernul Gheorghe Tătărăscu (5) au fost incluși și subsecretari de stat, provenind de la diverse partide.

## Subsecretari de stat
- Subsecretar de stat la Președinția Consiliului de Miniștri

Petru Țopa (24 noiembrie 1939 - 10 mai 1940)
- Subsecretar de stat la Președinția Consiliului de Miniștri

Nicolae Sibiceanu (24 noiembrie 1939 - 10 mai 1940)
- Subsecretar de stat la Ministerul de Interne

Radu Portocală (24 noiembrie - 5 decembrie 1939)
Horia Grigorescu (5 decembrie 1939 - 10 mai 1940)
- Subsecretar de stat la Ministerul de Interne

Gheorghe Vântu (24 noiembrie 1939 - 10 mai 1940)
- Subsecretar de stat la Ministerul Educației Naționale

Dumitru V. Țoni (24 noiembrie 1939 - 10 mai 1940)
- Subsecretar de stat la Ministerul Economiei Naționale

Titus Popovici (24 noiembrie 1939 - 10 mai 1940)
- Subsecretar de stat la Ministerul Agriculturii și Domeniilor

Mihai Șerban (24 noiembrie 1939 - 10 mai 1940)
- Subsecretar de stat la Ministerul Muncii

Gheorghe Grigorovici (24 noiembrie 1939 - 10 mai 1940)
- Subsecretar de stat la Ministerul Propagandei Naționale

Vasile Stoica (4 martie - 10 mai 1940)

## Sursa
- Stelian Neagoe - "Istoria guvernelor României de la începuturi - 1859 până în zilele noastre - 1995" (Ed. Machiavelli, București, 1995)